# Estação Mundet

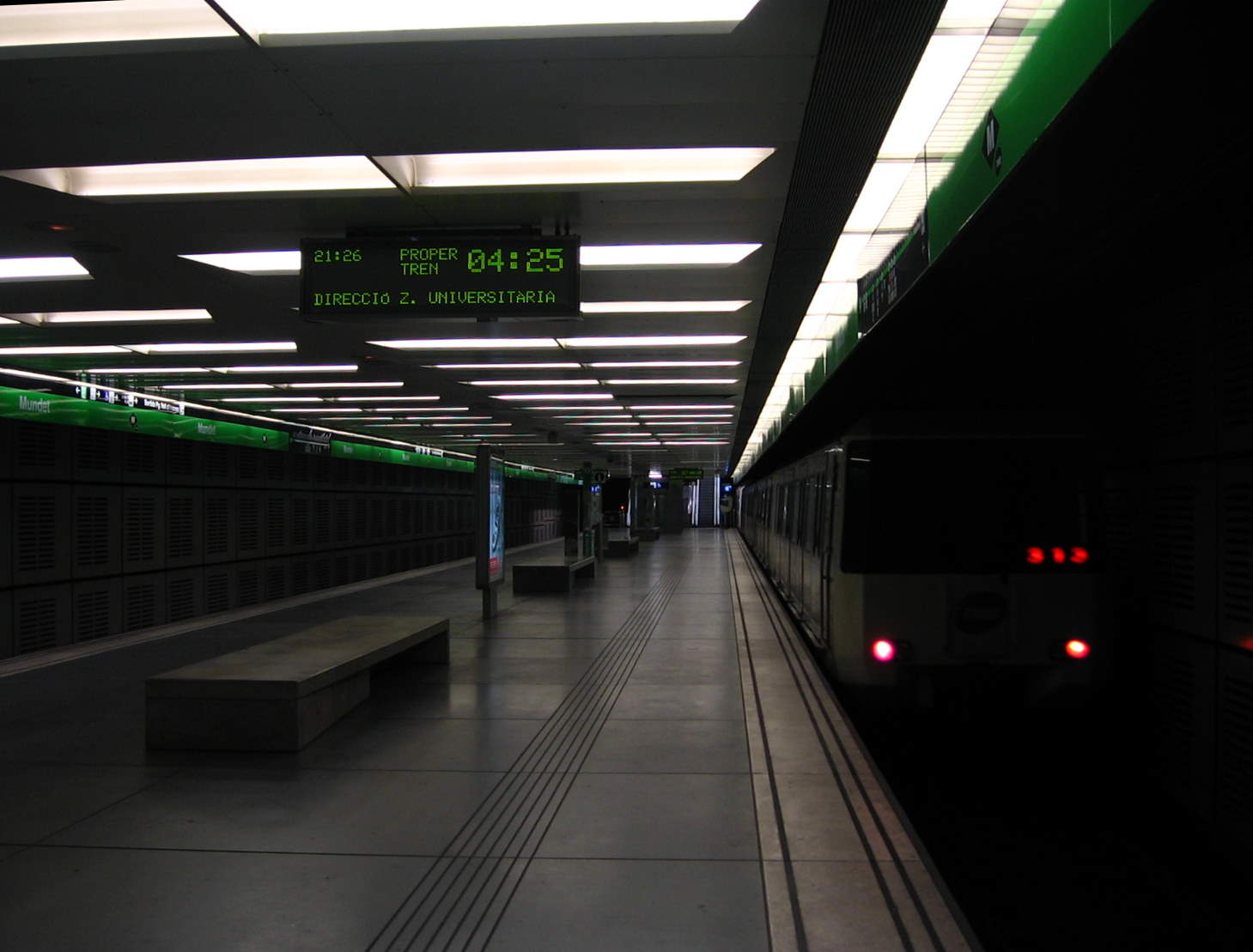
Estação Mundet.

Mundet é uma estação da linha Linha 3 do Metro de Barcelona.

## História
A estação foi inaugurada em 2001, quando foi inaugurado o trecho da linha L3 da estação Montbau à estação Canyelles. Foi projetado por Ventura Valcarce.

## Localização
Localzada no bairro Horta-Guinardó de Barcelona, que leva o nome de Recinte Mundet, uma área adjacente que agora abriga um campus da Universidade de Barcelona.

## Características
Construída abaixo do Passeig de la Vall d'Hebron e da via expressa Ronda de Dalt, entre a Avinguda de Can Marcet e o Passeig dels Castanyers. O acesso à estação é feito por uma passagem subterrânea que permite aos passageiros atravessar sob a Ronda de Dalt; o acesso é feito por escadas, escadas rolantes e elevadores a norte da estação e nível a sul, permitindo a alimentação da estação com luz natural. Um nível abaixo da passagem está uma plataforma de ilha única de 100 metros servida por dois trilhos nas laterais.